# Таймер
Та́ймер (англ. timer від англ. time — час) — один з пристроїв або засіб, що відраховує інтервал(и) часу. Таймер можна також вважати одним з видів годинників. Таймер може бути використаний для контролю послідовності події чи процесу. У той час як секундомір відраховує від нуля для вимірювання витраченого часу, таймер відлічує з заданим інтервалом часу, як пісковий годинник. Таймери можуть бути механічні, електромеханічні, електронні (кварцові), або з програмним забезпеченням.
Здебільшого під таймерами мають на увазі пристрої, що відраховують заданий інтервал часу з моменту запуску (вручну або електричним імпульсом) з секундоміром зворотного відліку, разом з тим, існують таймери, момент спрацювання яких задається установкою необхідного часу доби (так звані таймери реального часу), в цьому випадку таймер має у своєму складі годинник або пристрій збереження часу, найпростішим таймером такого роду є будильник.

## Класифікація
- Головною характеристикою таймера є його точність — мінімальний гарантований інтервал часу. За цим параметром таймери ділять на:
  - Малоточні (помилка вимірювання може досягати 0,1 с);
  - Точні (помилка вимірювання не перевищує 0,001 с);
  - Надточні (помилка вимірювання не перевищує 10−6 c);
- За принципом відліку часу:
  - Таймери інтервалів часу;
  - Таймери поточного (реального) часу;
- За принципом дії:
  - Механічні таймери;
  - Електромеханічні таймери;
  - Цифрові електронні таймери;
- За вихідним впливом:
  - Таймери-реле, що мають вбудований контактор для включення-відключення електроапаратів;
  - Таймери з електричним вихідним сигналом (електричний потенціал, імпульси або цифровий код);
  - Таймери зі звуковою або візуальної сигналізацією (зазвичай кухонні таймери);
- За призначенням:
  - Виробничо-технічні:
    - Для промислової автоматики — зазвичай таймери-реле реального часу;
    - Лабораторні — зазвичай інтервалів часу, електричний вихідний сигнал;

  - Військові;
  - Побутові:
    - Побутові вкл / відкл електроапаратури — зазвичай таймери-реле реального часу;
    - Кухонні — зазвичай інтервалів часу із звуковою сигналізацією.

Таймери різних видів
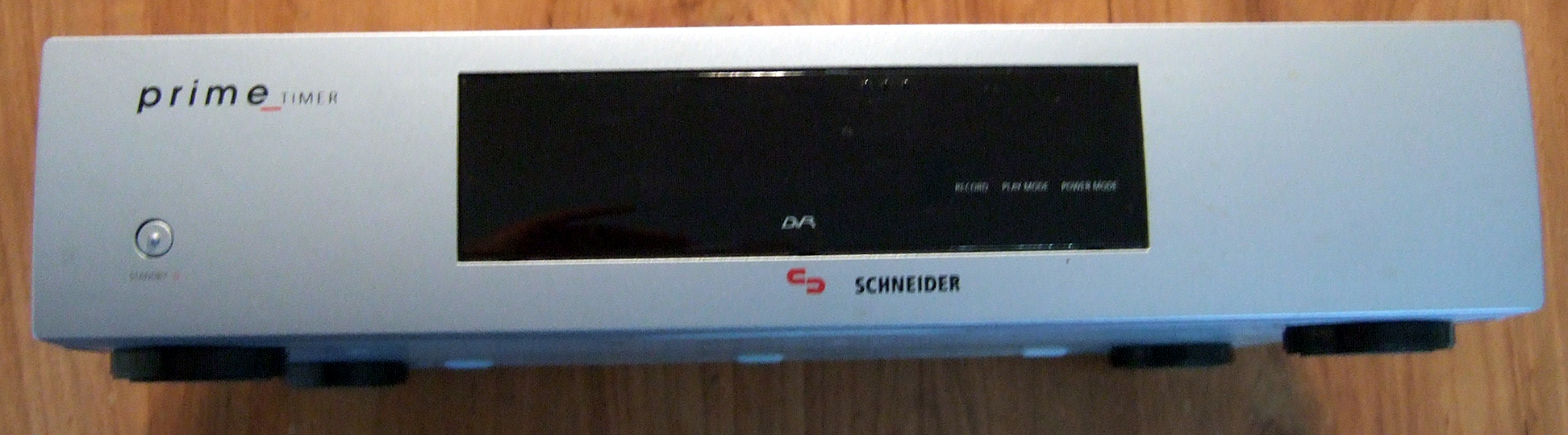
Цифровий таймер
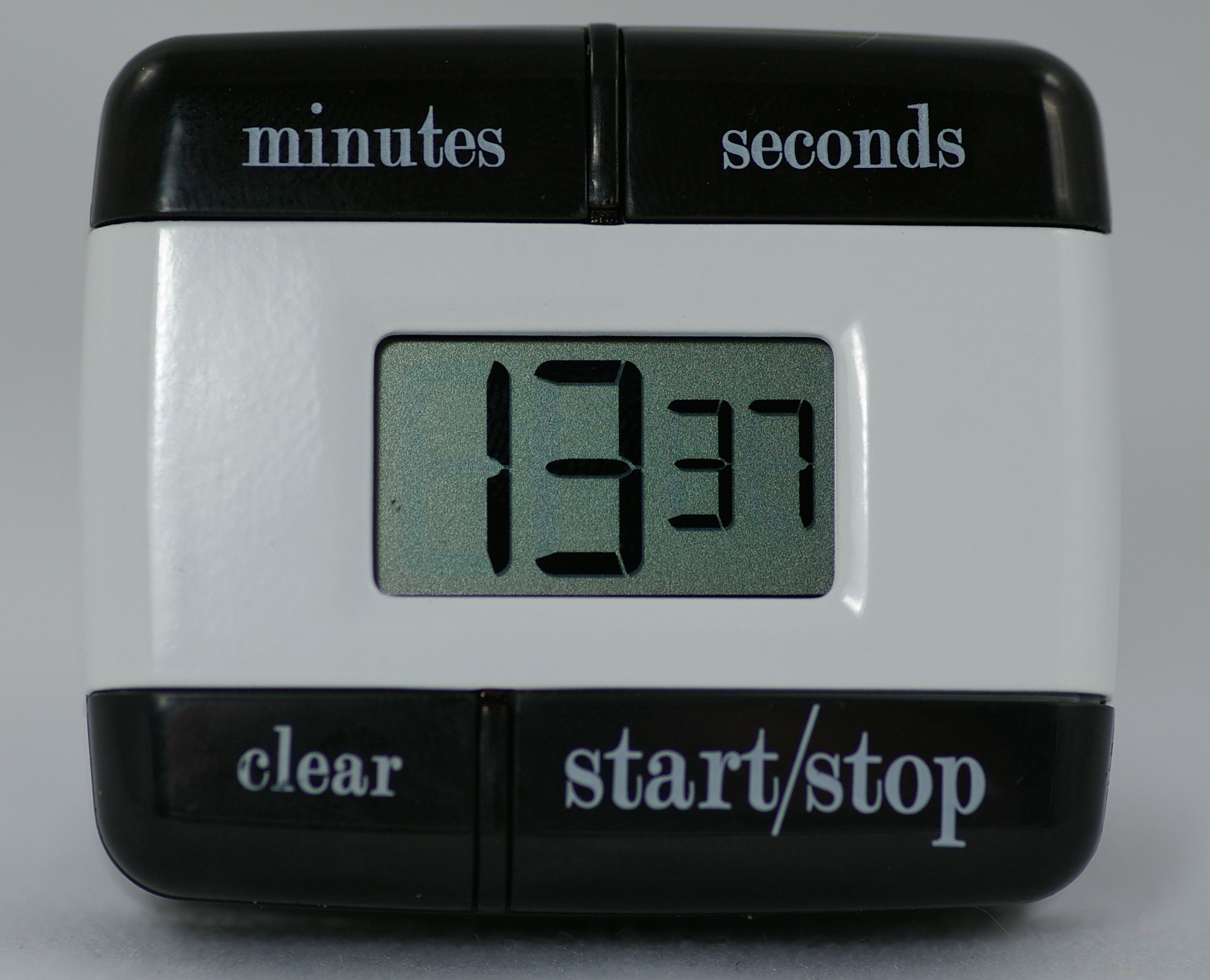
Цифровий таймер
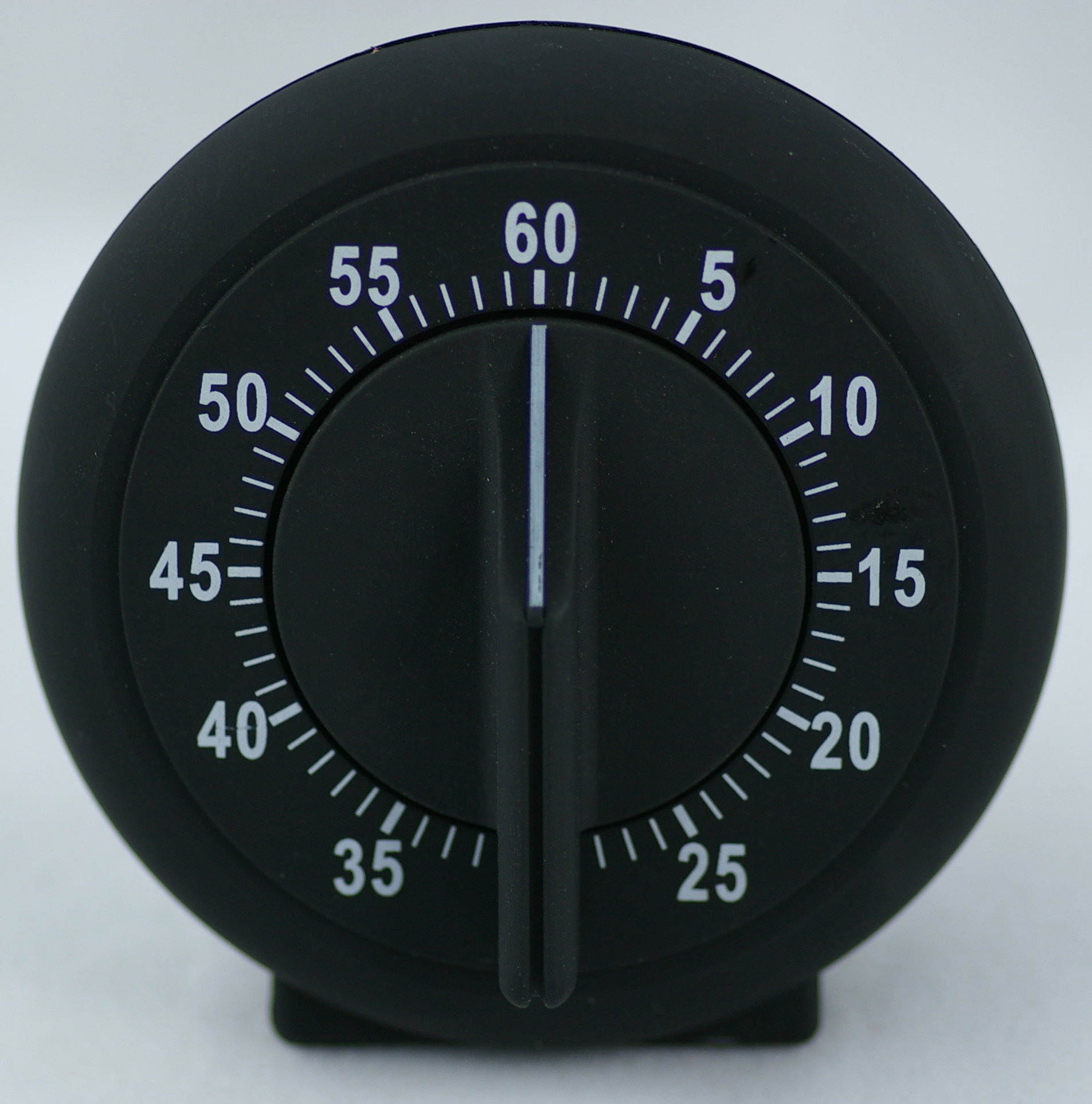
Механічний таймер
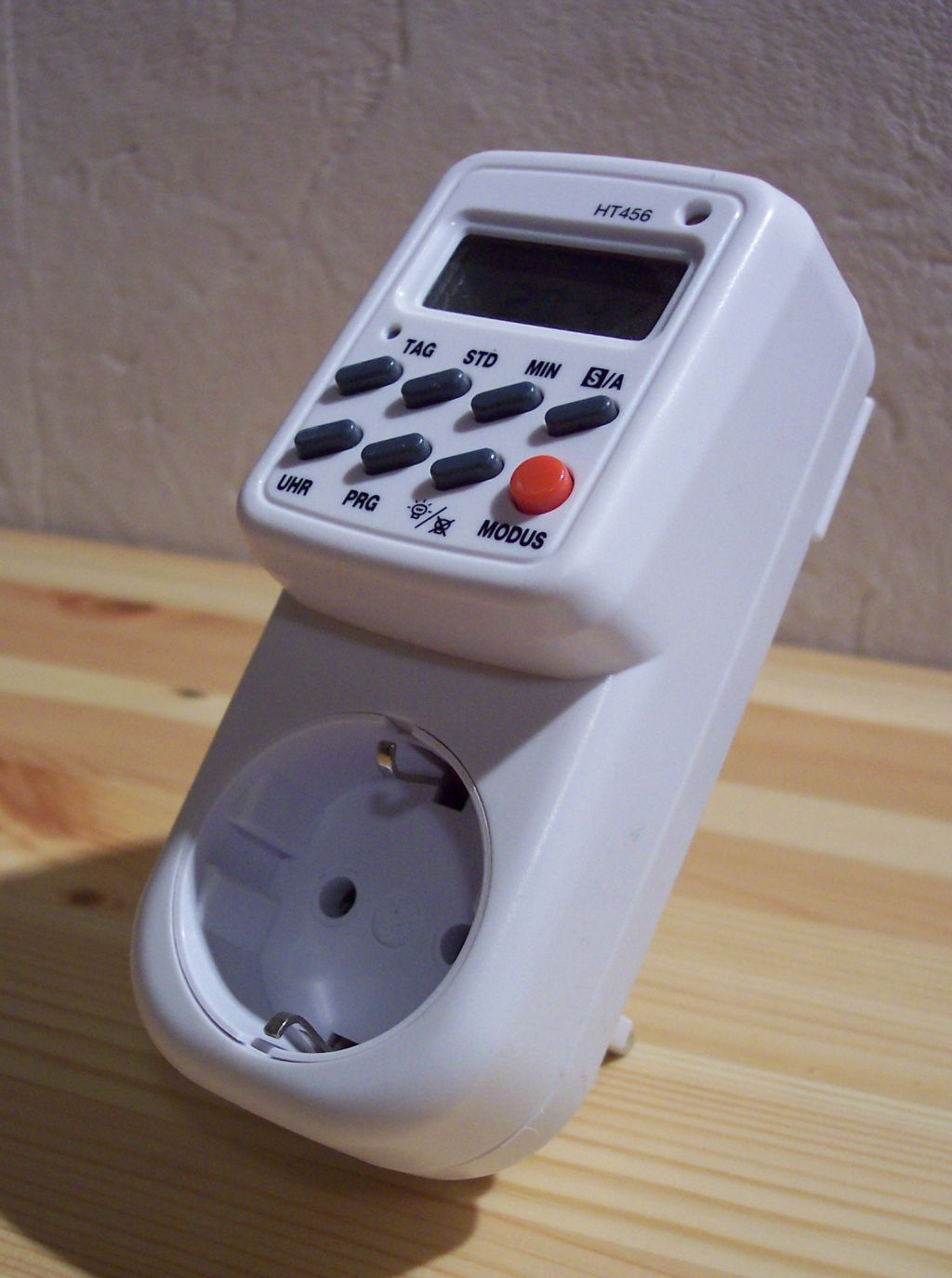
Цифровий таймер для управління електроапаратурою
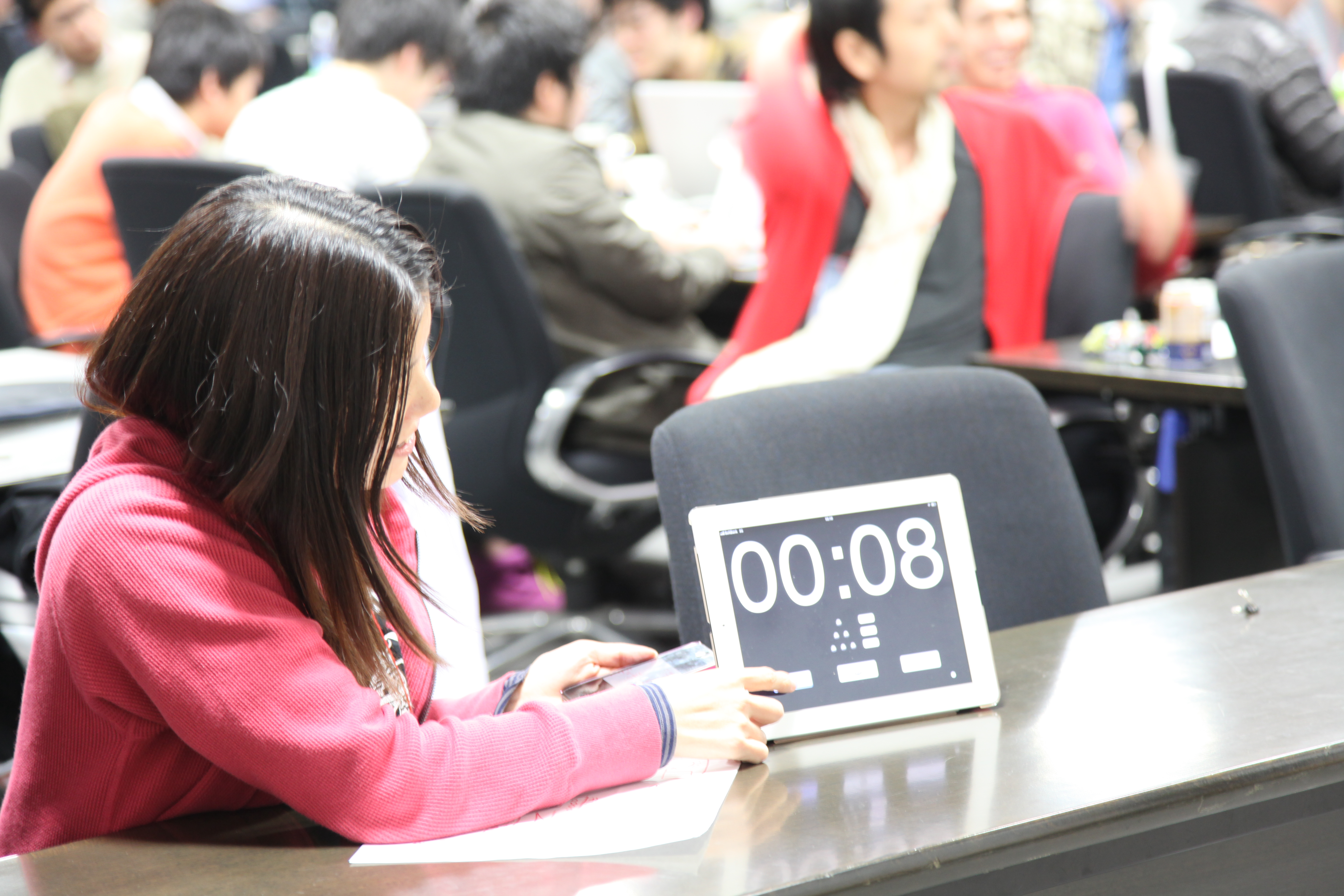
Планшетний комп'ютер

## Таймер як пристрій
Таймер, як пристрій, це прилад виробничо-технічного, військового або побутового призначення, що в заданий момент часу видає певний сигнал, або вмикає—вимикає яке небудь обладнання через свій пристрій комутації електричного кола.
Таймери, що мають достатню точність і призначені для встановлення тривалості будь-яких процесів у промисловому виробництві, на транспорті, у зв'язку, наукових дослідженнях атестуються як засоби вимірювань.
Деякі види таймерів мають програмний пристрій для забезпечення спрацьовування в різні моменти часу, з видачею сигналів по різних каналах, наприклад, для включення в певній послідовності різних побутових приладів. Також, існують програмні таймери, що реалізують подібні функції.

## Таймер як елемент комп'ютера
Всі сучасні комп'ютери мають цифрові таймери двох основних видів: апаратні та програмні.
Апаратні таймери функціонують незалежно від центрального процесора і в момент спрацьовування посилають переривання.
Програмні таймери реалізуються за рахунок виконання у циклі заданої кількості однакових «порожніх» операцій. При фіксованій частоті роботи процесора це дозволяє точно визначати минулий час. Головними мінусами такого методу є:
- залежність кількості ітерацій циклу від типу і частоти процесора;
- неможливість виконання інших операцій під час затримки.